# Надзаладеві (станція метро)
41°43′48″ пн. ш. 44°47′46″ сх. д. / 41.73000° пн. ш. 44.79611° сх. д.
Надзаладеві (груз. ნაძალადევი, колишня «Жовтнева») — станція Ахметелі-Варкетільської лінії Тбіліського метрополітену, розташовується між станціями Гоцирідзе і Садгуріс моедані-1
Відкрита 11 січня 1966. Станція отримала назву на честь району, де знаходиться.
Вестибюль — окремо розташована споруда на вулиці Цотне Дадіані.
Конструкція станції — «англійського типу» — з коротким середнім залом. Похилий хід — тристрічковий починається з південного торця станції.
Оздоблення — колійні стіни і пілони оздоблені білим мармуром. Підлога — коричневим гранітом. Стеля центрального залу білого кольору з двома поздовжніми синіми смугами. У торці середнього залу розташовано художній барельєф.

## Ресурси Інтернету
- Тбіліський метрополітен(англ.)
- Тбіліський метрополітен(груз.)